# Apotomis
Apotomis is een geslacht van vlinders van de familie bladrollers (Tortricidae), uit de onderfamilie Olethreutinae.

## Soorten
- A. afficticia (Heinrich, 1926)
- A. albeolana (Zeller, 1875)
- A. algidana Krogerus, 1946
- A. apateticana (McDunnough, 1922)
- A. basipunctana

Japans olijfwilgvogeldrekje (Walsingham, 1900)
- A. betuletana

Berkenmarmerbladroller (Haworth, 1811)
- A. biemina Kawabe, 1980
- A. bifida (McDunnough, 1938)
- A. boreana Krogerus, 1946
- A. brevicornutana (McDunnough, 1938)
- A. capreana

Wilgenmarmerbladroller (Hübner, 1817)
- A. coloradensis Adamski, 1986
- A. cuphostra (Butler, 1879)
- A. davisi Kawabe, 1993
- A. deceptana (Kearfott, 1905)
- A. demissana (Kennel, 1901)
- A. flavifasciana (Kawabe, 1976)
- A. formalis (Meyrick, 1935)
- A. fraterculana Krogerus, 1946
- A. frigidana (Packard, 1867)
- A. funerea (Meyrick, 1920)
- A. fuscomaculata Kawabe, 1993
- A. geminata (Walsingham, 1900)
- A. generosa (Meyrick, 1909)
- A. infida

Noordse marmerbladroller (Heinrich, 1926)
- A. inundana (Denis & Schiffermüller, 1775)
- A. jucundana Kawabe, 1984
- A. kazarmana Falkovitsh, 1966

- A. kusunokii Kawabe, 1993
- A. lacteifacies (Walsingham, 1900)
- A. lemniscatana (Kennel, 1901)
- A. lineana

Bruine marmerbladroller (Denis & Schiffermüller, 1775)
- A. lutosana (Kennel, 1901)
- A. maenamii (Kawabe, 1974)
- A. moestana (Wocke, 1862)
- A. monotona (Kuznetsov, 1962)
- A. paludicolana (Brower, 1953)
- A. platycremna (Meyrick, 1935)
- A. removana (Kearfott, 1907)
- A. sauciana

Donkere marmerbladroller (Frolich, 1828)
- A. semifasciana

Grijze marmerbladroller (Haworth, 1811)
- A. sororculana

Variabele marmerbladroller (Zetterstedt, 1839)
- A. spinulana (McDunnough, 1938)
- A. spurinfida Adamski, 1986
- A. stagnana Kuznetsov, 1962
- A. tertiana (McDunnough, 1922)
- A. trifida Adamski, 1986
- A. trigonias Diakonoff, 1973
- A. turbidana

Zwartwitte marmerbladroller Hübner, 1825
- A. vaccinii Kuznetsov, 1969
- A. vigens Falkovich, 1966